# Samsung Galaxy A10e
Samsung Galaxy A10e — Android-смартфон, выпускаемый компанией Samsung Electronics как более дешёвый вариант Samsung Galaxy A10. Он был анонсирован в июле 2019 года и выпущен в августе 2019 года. Он поставляется с Android 9 (Pie) с первой версией One UI от Samsung. Он является предшественником Samsung Galaxy A20e.

## Технические характеристики

### Аппаратное обеспечение
Samsung Galaxy A10e оснащен 5,83-дюймовым PLS TFT емкостным сенсорным экраном с разрешением 720x1560 (~295 ppi). Размеры самого телефона составляют 147,3 x 69,6 × 8,4 мм, а вес — 141 грамм. Он работает на базе собственного процессора Samsung Exynos 7884 SoC с восьмиядерным (2x1,6 ГГц Cortex-A73 и 6x1,35 ГГц Cortex-A53) CPU и Mali-G71 MP2 GPU. Он оснащен 32 ГБ внутреннего хранилища с возможностью расширения до 512 ГБ через слот для карт MicroSD и 2 ГБ или 3 ГБ оперативной памяти (в зависимости от модели). Телефон оснащен несъемным аккумулятором емкостью 3000 мАч..

### Программное обеспечение
Samsung Galaxy A10e поставляется с One UI 1.1 на Android 9 (Pie) с возможностью обновления до One UI 3.0 на Android 11.